# Roest (metaal)

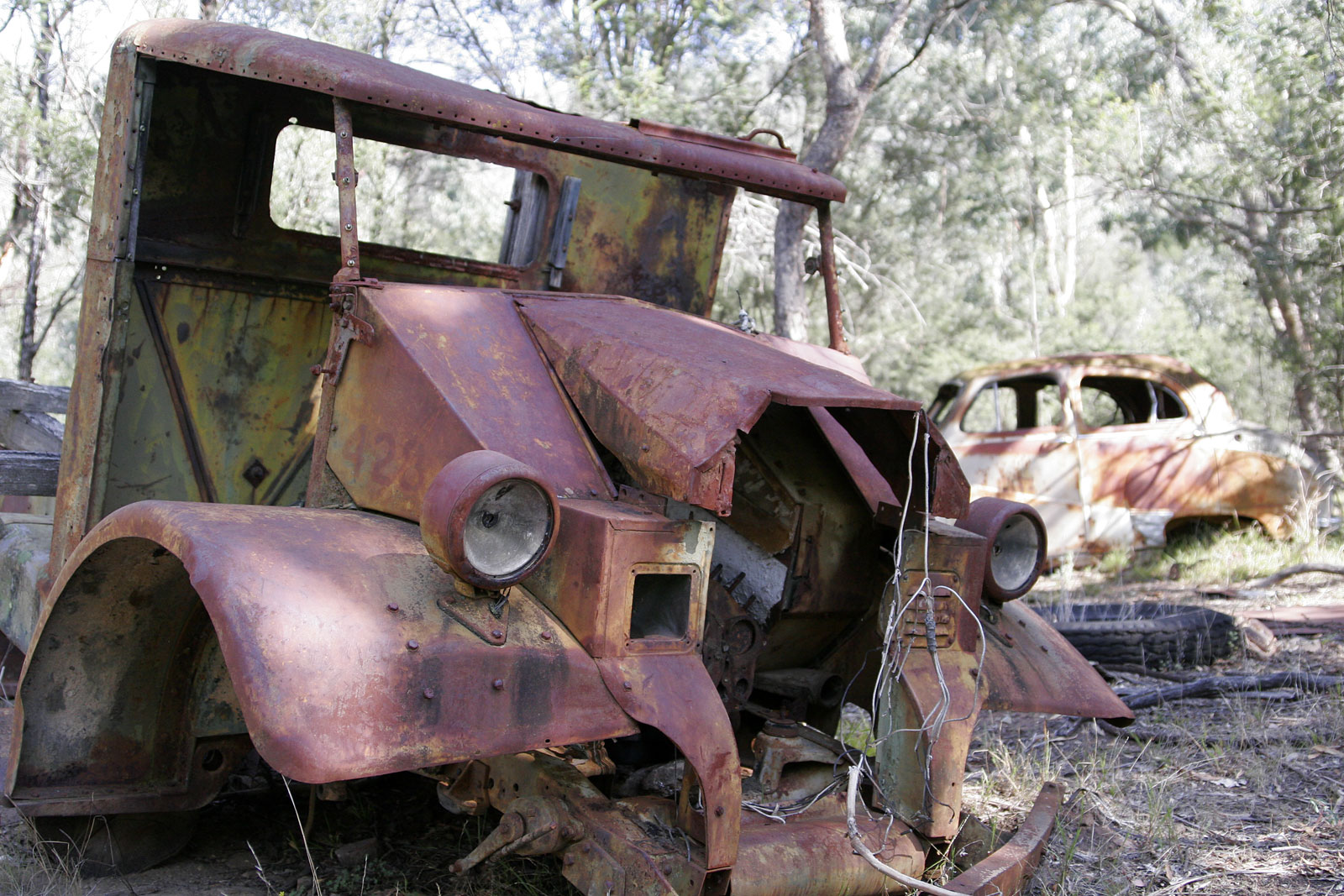
Verroeste auto's

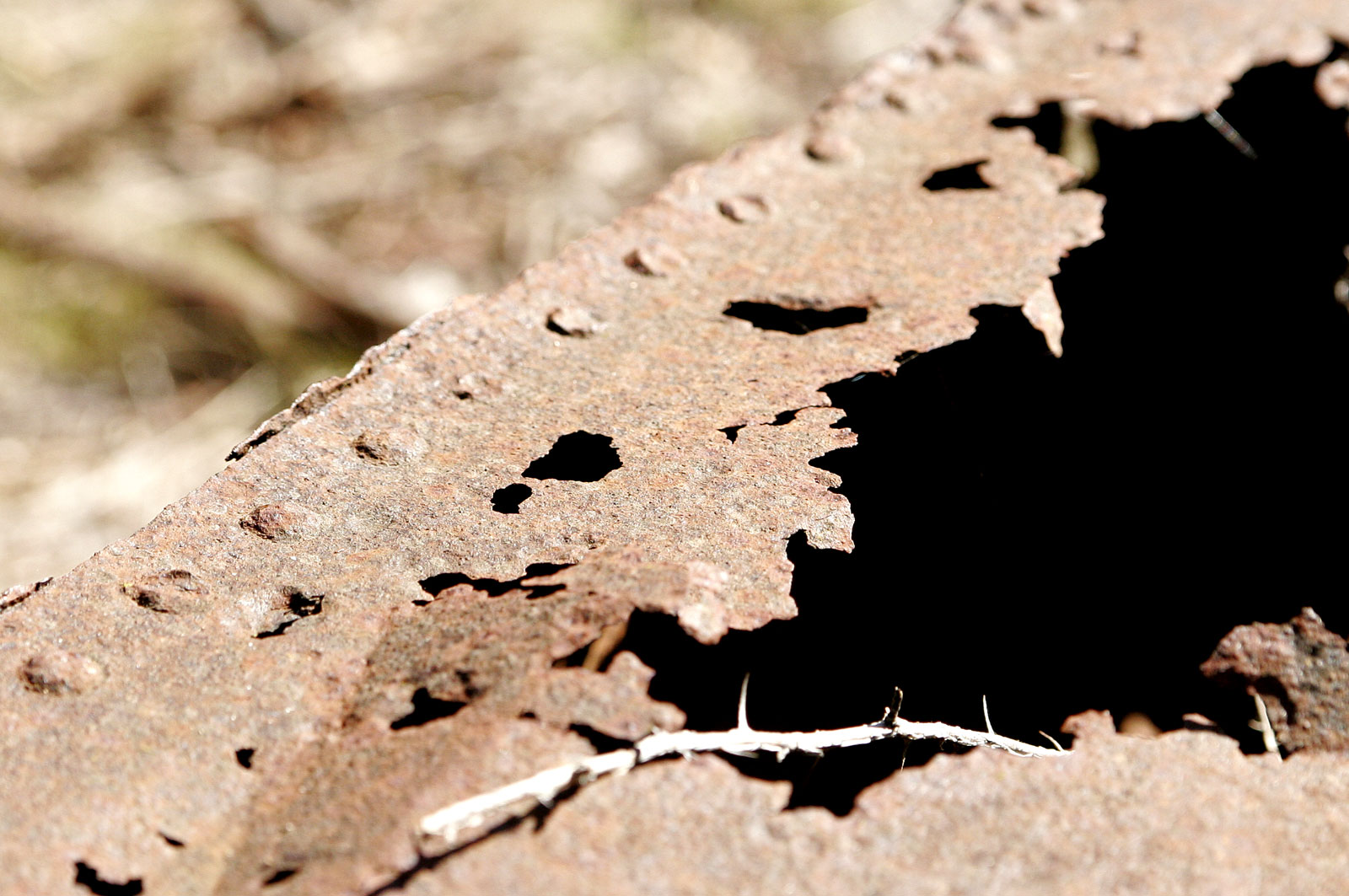
Roest kan ijzer volledig wegvreten

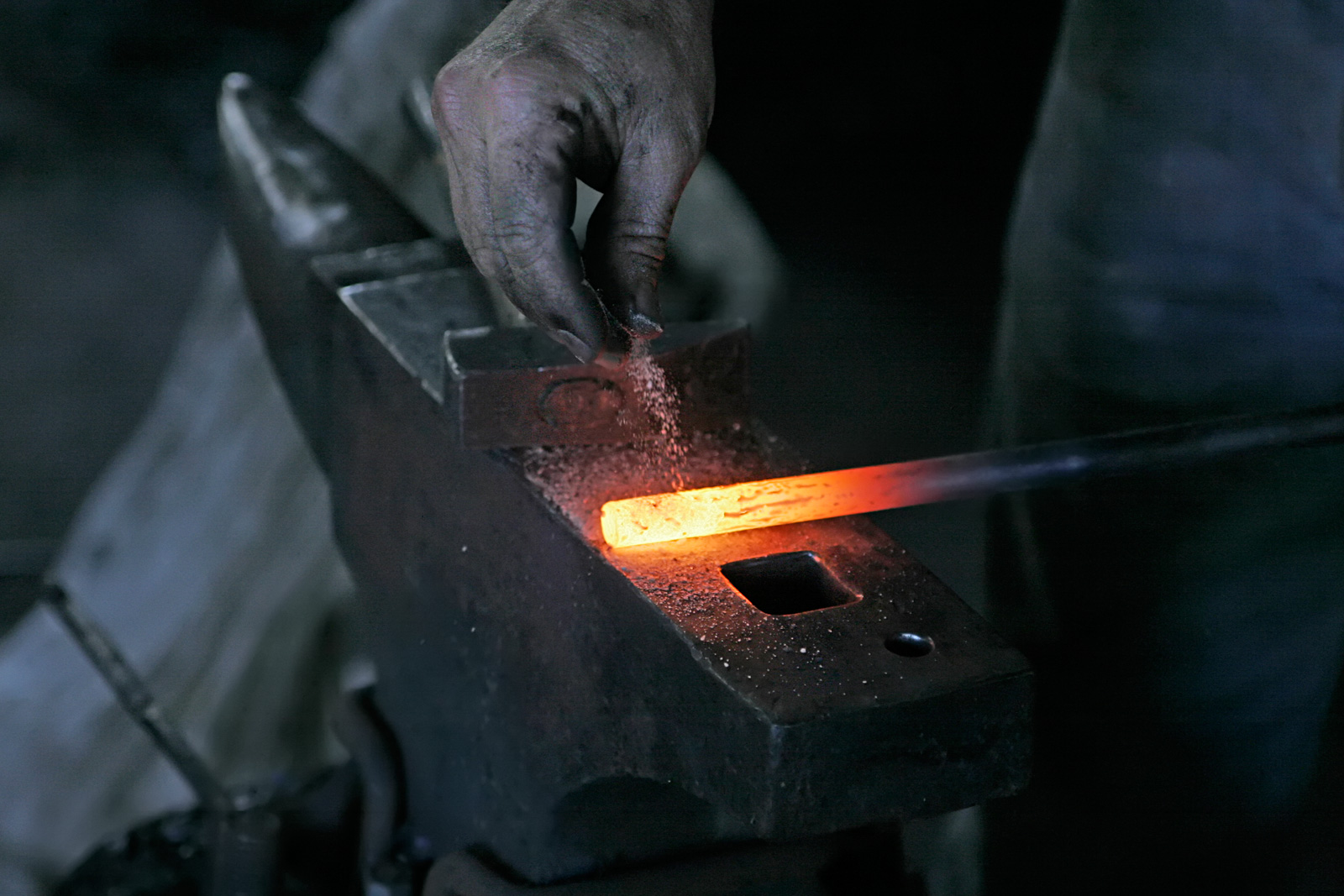
Een smid verwijdert roest met zand voor het lassen.

Roest is het roodbruine materiaal dat ontstaat wanneer ijzer reageert met zuurstof in de aanwezigheid van water. Roest is een gehydrateerd ijzer(III)oxide, een mengeling van ijzeroxide en hydroxylgroepen en in die zin een metaaloxide. Het werkwoord roesten wordt gebruikt voor de vorm van corrosie waarbij het ijzer in ijzerhoudende legeringen, zoals in staal, oxideert. Roest neemt een groter volume in beslag dan het ijzer waaruit het is ontstaan.

## Chemische samenstelling
De molecuulformule van ijzer(III)oxide is {\displaystyle {\ce {Fe2O3}}}.
IJzer wordt in natuurlijke staat gevonden in het erts hematiet als ijzeroxide. Metaalvormig ijzer heeft de neiging naar deze staat terug te keren wanneer het blootgesteld wordt aan lucht en water. Deze corrosie is te wijten aan de oxidatiereactie die plaatsvindt wanneer ijzermetaal terugkeert naar een niveau met minder energie. Hierbij komt energie vrij. Het roesten kan voorgesteld worden in drie stappen: 
- de vorming van ijzer(II)-ionen uit het metaal
- de vorming van hydroxylgroepen
- hun reactie samen, met de toevoeging van zuurstof

Wanneer staal in contact komt met water begint er een elektrochemisch proces. Aan het oppervlak wordt het ijzer geoxideerd tot ijzer(II):
{\displaystyle {\ce {Fe -> Fe^2+ + 2e-}}}
De elektronen die vrijkomen verplaatsen zich naar het oppervlak van het water, waar er meer opgeloste zuurstof voorhanden is. Ze reduceren de zuurstof en het water tot hydroxylgroepen:
{\displaystyle {\ce {4e- + O2 + 2 H2O -> 4 OH^-}}}
Deze {\displaystyle {\ce {OH^-}}}-ionen reageren met de ijzer(II)ionen en nog meer opgeloste zuurstof om ijzeroxide te vormen. Deze hydratatie is veranderlijk, maar de meest algemene vormen zijn:
{\displaystyle {\ce {Fe^2+ + 2OH^- -> Fe(OH)2}}}
{\displaystyle {\ce {4Fe(OH)2 + O2 -> 2(Fe2O3.xH2O) + yH2O}}}
met {\displaystyle {\text{x}}+{\text{y}}=2}
Roest is dus gehydrateerd ijzer(III)oxide.

## Gevolgen en bescherming daartegen
Corrosie, dus ook roesten, gaat sneller in zeewater door de hogere concentratie aan ionen natriumchloride, waardoor de oplossing beter geleidt. Roesten kan ook versneld worden door zuren en vertraagd door basen. Gehydrateerd ijzeroxide, verroest ijzer, laat lucht en water door, zodat het verder roest zodra er een laag roest is ontstaan. Een ijzeren voorwerp kan zo in zijn geheel verroesten. Doordat roest een groter volume heeft dan het ijzer waaruit het is ontstaan, worden constructies waarin ijzer dat roest is verwerkt, uit elkaar gedrukt. Roest is dan ook een van de problemen om oude bouwwerken, bruggen en dergelijke te kunnen behouden, te vergelijken met betonrot. Het is daarentegen ook mogelijk een voorwerp van een dergelijke legering samen te stellen, dat er een dunne laag van roest op de buitenkant van het voorwerp ontstaat, maar dat die verder roesten tegenhoudt, zoals bij cortenstaal.
Er zijn verschillende methodes om roest te vermijden of af te remmen, al dan niet in combinatie:
- aanbrengen van beschermende deklaag of coating, zoals met verf, lak of vernis, waarmee het ijzer wordt geïsoleerd van de omgeving. Bij het schilderen kan ijzermenie als grondverf worden gebruikt, vaak in meer lagen, waarna het in verschillende lagen kan worden afgelakt. Er bestaat ook speciale vernis, zoals zaponlak, waarmee een blank metaal object kan worden afgelakt. Er kan ook hamerslagverf worden gebruikt, dat meestal direct op staal dat al licht is geroest zonder voorbehandeling kan worden aangebracht
- thermisch verzinken, het aanbrengen van een relatief dikke corrosiewerende laag van zink op een metalen voorwerp. Dit gebeurt in de fabriek door het dompelen in een bad met gesmolten zink of eventueel tin en levert een gebloemde zinklaag op het oppervlak. Dit wordt toegepast in metalen constructies, die direct aan de buitenlucht bloot staan, zoals aanhangers, bouwconstructies, stalen buitentrappen, hoogspanningsmasten, lantaarnpalen, vangrail, enzovoort.
- galvaniseren is een methode die gebruikmaakt van elektriciteit om een voorwerp te bedekken met een laagje metaal zoals zink, nikkel of chroom. Verzinken gebeurt ook in een bad, bijvoorbeeld een kopersulfaatbad, waarbij uit het bad deeltjes op het voorwerp neerslaan. Dit resulteert in een glanzende thin film, een dunne laag die meestal minder roestbestendig is dan thermisch verzinken.
- legeringen, een mengsel van metalen, waarbij andere elementen zoals chroom, nikkel of molybdeen aan het ijzer zijn toegevoegd, bijvoorbeeld gebruikt bij de productie van roestvast staal en bij het gebruik van cortenstaal
- kathodische bescherming is een elektrochemische methode

Een andere mogelijkheid is de overdimensionering van de constructie. Wanneer een stalen constructie niet voor inspectie en periodiek onderhoud bereikbaar is, bijvoorbeeld in de constructie van gebouwen, kan men een zekere mate van roestvorming en materiaalafname incalculeren. Door overdimensionering kan de constructie gedurende de gewenste levensduur de benodigde draagkracht behouden.
Vliegroest is het verschijnsel waarbij kleine roestdeeltjes van buiten op een oppervlak neerslaan.